# Tacskó
A tacskó német eredetű rövid lábú, kis termetű munkavadászkutya, három méret- és szőrváltozata ismert. Méretei: standard, törpe, nyúlász. Szőrváltozatok: rövid, szálkás, hosszú. Színei: fekete-cser, vörös, barna-cser, barna-tíger, fekete-tíger.

## Eredete

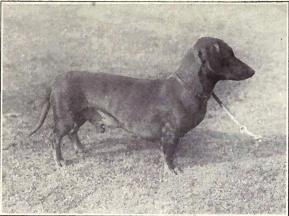
Tacskó 1915-ből

A tacskó változatainak eredete a régmúlt időkbe nyúlik vissza. Egyiptomban találtak olyan emlékeket, melyeken megtalálható ez a rövid lábú, hosszú hátú kutya. Származása vitatott; egyesek szerint a francia bassetek (szó szerint: alacsony kutya) rokona. Közkedvelt elnevezése a dakszli, amely az eredeti német névből, a dachshundból ered, amely borzkutyát jelent. Ez nem véletlen, hiszen zsákmányát a föld alá is követi. A tacskók remekül ásnak, így szinte lehetetlen kifutóban tartani őket. A tenyésztése során mind könnyedebbé és elegánsabbá vált fajta nagy népszerűségnek örvend. Becenevei: tacsi, dakszli.

## Külleme és jelleme
A tacskó alapvetően vadászkutya, mindamellett nagyon jól alkalmazkodik a városi tartáshoz is. Kotorékeb, ezért aki erdőközelben tartja tacskóját, annak számolnia kell azzal, hogy elszökhet vadászni. A vadászatban az önállóság a legnagyobb erénye, ezért az életben is nagyon önálló és akaratos. Tartása következetességet igényel.
Rövid lábai ellenére sportos és mozgékony. Makacs és önfejű természetű.
Magassága: 16-26 cm, tömege: 3,6–9 kg.
Három méret és három szőrváltozat elfogadott az FCI-fajta standard alapján. A méretek: standard, törpe, kaninchen. A három méretet a mellbőség alapján különböztetik meg. Szőrváltozatok: rövid szőrű, hosszú szőrű, szálkás szőrű. Az angolszász országokban a fajtastandard csak két méretet ismer el, a standard és a törpe méretet. A szőrváltozatok megegyeznek az FCI-standarddal.
Várható élettartama: 12-16 év
Mellkasa domború, hosszú hasa felhúzott. Mancsai szélesek, ívben hajlók, ujjai szorosan záródnak, karmai sötétek. Farka nem túl hosszú, a vége elvékonyodik. Feje megnyúlt, elvékonyodó. Orrtükrének színe a szőrzettől függően barnától feketéig változik. Állkapcsa erős, fogai ollós harapásúak.

## Változatai

### Szőrváltozatai szerint

#### Rövidszőrű tacskó

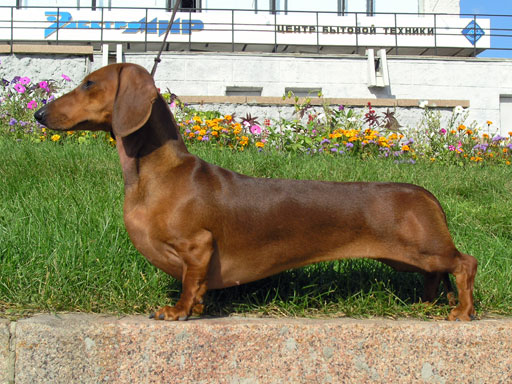
Rövidszőrű, barna tacskó

Az ősi, már a rómaiak korában is ismert borzebek egyenes leszármazottjának kell tekintenünk, bár csak a 18. században nyerte el mai formáját. 
A tacskók gerincoszlopa sérülékeny, és idős korukban gyakran sérvben szenvednek, ami hátsó végtagbénulást is okozhat. A gyerekek hűséges pajtása, figyelmes jó barát. A tacskó mérete: 26-37 cm. Tömege: A standard méretűnél: 10 kg-nál kisebb; törpeméretűnek 4 kg-nál kisebb; nyúlvadász (kaninchen) tacskónak 3,5 kg-nál kisebb. A rövid és hosszú szőrű tacskók bundája egyszínű (vörös), kétszínű (fekete vagy barna cser jegyekkel) vagy tiger. 
Igen értelmes, de rendkívül érzékeny, "sértődős" kutya, a goromba bánásmódot nehezen tűri. Kiválóan alkalmazkodik a városi körülményekhez, és mint rokonszenves kis testű, nyugodt fajtát, városi tartásra különösen ajánlják. Minden fajta tacskó vadászkutya. A rövidszőrű tacskó mindhárom fajtájának a standardja megegyezik egymással csak méretben van eltérés. A standard tacskót súly szerint szelektálják. Jelenleg ez 10 kilóban van maximálva, de folyamatban van a méretbesorolás változtatása. Ugyanúgy mint a törpe és kaninchen tacskónál mellkas körméretben fogják meghatározni. A törpe tacskó mellkas körmérete 35 cm-ben, míg a kaninchen tacskónak 30 cm-ben van maximálva.

#### Szálkás szőrű tacskó

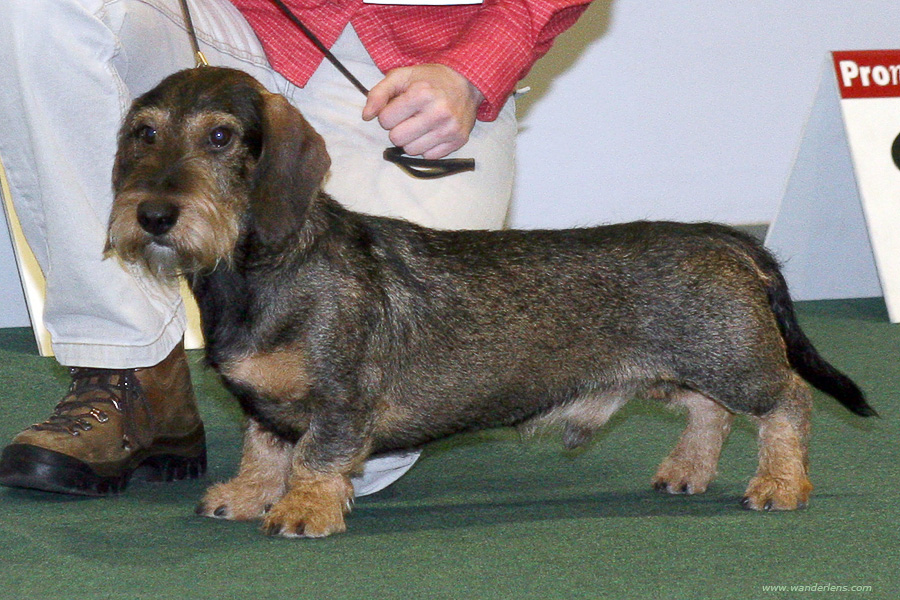
Szálkásszőrű tacskó

Kialakításában a hosszú szőrű, rövid lábú terrierek és a Dandy Dinmont-terrier vettek részt. Szőrzete durva, aránylag hosszú, fülén rövidebb. A tacskók közül is talán a legkedveltebb változat a szálkásszőrű. A mai napig a legsokoldalúbban hasznosított kotorékebek, ragyogó tulajdonságaik miatt lettek közkedveltek. Vadászatra kiválóan alkalmas. Kevésbé érzékeny, az időjárás viszontagságait is jobban tűri. Elsősorban kotorékkutyának lett kitenyésztve, hogy a föld alatt tartózkodó zsákmányt (róka, borz, üregi nyúl stb..) a vadász elé hajtsa (ugrassza), hogy azokat puskával terítékre lehessen hozni. A szálkásszőrű tacskó sokoldalúságát mutatja, hogy a földalatti munkán kívül kiválóan alkalmas a föld feletti és a vízi munkára is. Föld felett a legfontosabb feladata a vaddisznóhajtásokon a disznók felkutatása és a vadászok elé hajtása. Óriási szerepet kap a vadászok körében azon tulajdonsága miatt, hogy a sebzett vadat a megfelelően bevezetett tacskó biztosan kutatja fel és segít terítékre hozni. Ezenkívül alkalmazható kajtatásra, bokrászásra, nyúlhajtásra is. Bár nem az a kifejezett vízi vadász, de használható lőtt víziszárnyas apportírozására is.

#### Hosszúszőrű tacskó

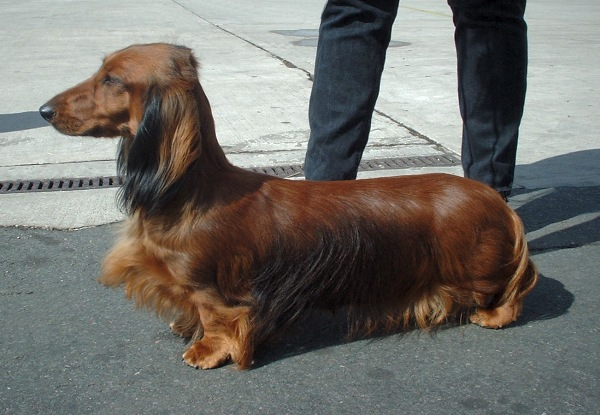
Hosszúszőrű tacskó

Valószínűleg a spániellel való kereszteződésből jött létre. Szőrzete selymes, hosszú, fényes, sima, Színe mint a többi szőrváltozatnál. Mint minden tacskó, kiváló vadászkutya.

### Méret szerint

#### Normál tacskó
A standard méretű tacskó meghatározása súly alapján történik.  A 21. században 10 kg-ban van maximálva. Folyamatban van a standard ezen részének megváltoztatása. A többi fajtához hasonlóan mellkaskörméret szerint lesz meghatározva a méret.

#### Törpe tacskó
A szuka súlya: 4–5 kg, a kané: 4,5–6 kg. A törpe tacskó mérete a mellkas körméret szerint lett meghatározva, amit a mar legmagasabb pontján áthúzva a mellkas legmélyebb pontján áthúzva a könyök mögött mérik. A törpe méret maximum 35 cm lehet, de a standard 2 cm tűrést engedélyez.

#### Nyúlász (kaninchen) tacskó
Súlya kb. 4-5 kg. A nyúlász tacskó mellkas körmérete 30 cm-ben lett meghatározva 2 cm tűréssel.
A német erdészek és vadőrök tovább csökkentették a törpe tacskó méretét, így alakult ki a nyúlász (német elnevezéssel: kaninchen) tacskó. Nevét onnan kapta, hogy ez a kicsi kutya még az üregi nyulat is képes követni vackába. Kis mérete ellenére igazi vadász, kiváló munkakutya, ugyanakkor divatkutyaként is tartják. Rendkívül kedves, jól alkalmazkodik, ezért lakásban való tartásra kifejezetten ajánlott. Családban igyekszik mindig a középpontban lenni, amit megnyerő jellemével hamar el is ér. Megfelelő mennyiségű mozgással nagyon jól bírja az egész napos várakozást is gazdájára. A három szőrváltozat ugyanúgy megjelenik, mint a nagyobb méreteknél.

## Betegségei
- Tacskóbénulás

## Érdekesség
Az 1972-es müncheni nyári olimpiai játékok hivatalos kabalája egy tacskó, Waldi volt.
Magyarországon a Futrinka Egyesület foglalkozik tacskó fajtamentéssel: magukra hagyott és/vagy esélytelen dakszliknak keresnek gazdát.